# Uncești (okręg Suczawa)
Uncești – wieś w Rumunii, w okręgu Suczawa, w gminie Bunești. W 2011 roku liczyła 594 mieszkańców.